# Marua spinosa
Marua spinosa – gatunek kosarza z podrzędu Laniatores i rodziny Assamiidae.

## Występowanie
Gatunek został wykazany z Kamerunu.